# Alexandre Aguado

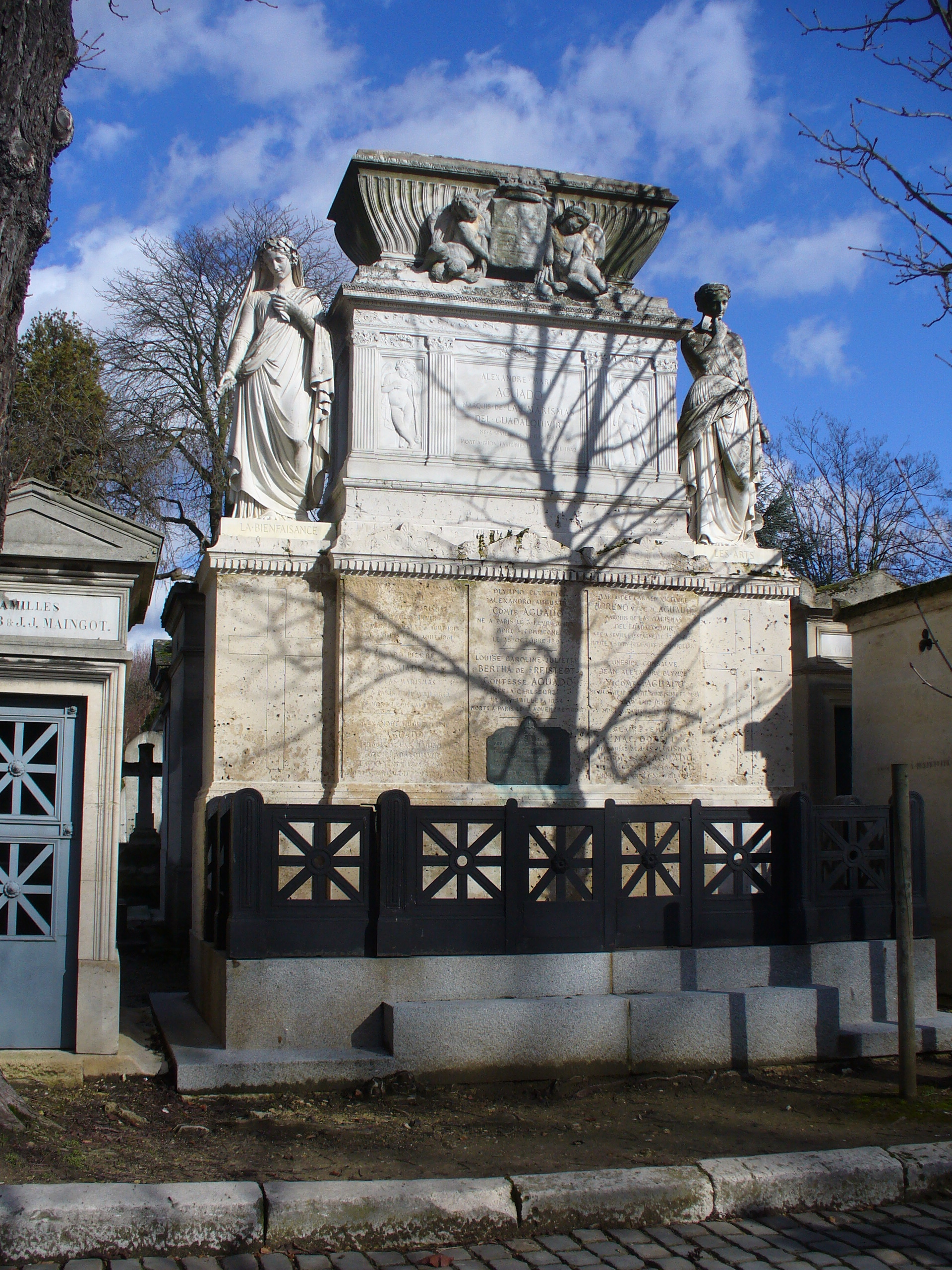
Náhrobek Père-Lachaise

Alexandre Marie Aguado, markýz z Las Marismas del Guadalquivir, vikomt z Monte Ricco, (29. června 1784, Sevilla – 14. dubna 1842, Gijón) byl španělský bankéř.

## Životopis
Narodil se v Seville, ale jeho rod měl kořeny v La Rioja. Alexandre Aguado sloužil ve španělské armádě, po bitvě u Baylenu přešel do francouzské armády a dosáhl hodnosti plukovníka.
V roce 1815 odešel do Paříže. Styky jeho rodině v Havaně a Mexiku mu umožnily nashromáždit dostatek financí k založení bankovního domu. Španělská vláda ho pověřila sjednáním půjčky v letech 1823, 1828, 1830 a 1831 a Ferdinand VII. mu udělil titul markýze.
V roce 1828 se stal naturalizovaným Francouzem. Vlastnil ve Francii velký majetek, včetně vinice château Margaux. V roce 1827 koupil zámek Petit-Bourg v Évry-sur-Seine, kde se stal v roce 1831 starostou; prodal ho v roce 1840. V roce 1833 koupil zámek v Grossouvre.
Byl milovníkem opery, přítelem Rossiniho a podílel se na provozu pařížské Opery pod vedením Vérona.
Po své smrti zanechal dědicům 60 milionů franků a sbírku obrazů španělské školy. Je pochován na Père-Lachaise.
Měl tři syny, z nichž Olympe Aguado (1827-1894) byl uznávaný fotograf a Onésipe Gonzalve Jean Alexandre Olympe Aguado (1830-1893) (dědic titulu vikomt) také fotografoval.